# Jean-Claude Aumont
Pour les articles homonymes, voir Aumont.
Jean-Claude Aumont est un directeur de la photographie français, né le 13 août 1957 à Santa Monica (Californie). Il est également cadreur pour le cinéma français, membre de l'AFC.

## Biographie

### Origines
Jean-Claude Aumont est le fils du comédien Jean-Pierre Aumont et de l'actrice italienne Marisa Pavan. Il est ainsi le demi-frère de l'actrice Tina Aumont et le neveu du réalisateur français François Villiers, frère de son père, et de l'actrice italienne Pier Angeli, sœur jumelle de sa mère.

## Filmographie sélective
- 2011 : Le sang de la vigne (TV série) - 9 épisode
- 2007 à 2013 :  Section de recherches (TV série) - 15 épisodes
- 2010: Case Départ, long-métrage de Lionel Steketee, Fabrice Eboué et Thomas Ngijol
- 2010 : Tempêtes, téléfilm de Dominique Baron, Marc Rivière et Michel Sibra
- 2008 : Alice Nevers, le juge est une femme (TV série) : épisodes : La menace et Princesse
- 2006 : Central Nuit (TV série) - 4 épisodes
- 2004 : Haute coiffure, téléfilm de Marc Rivière
- 2004 : Les Eaux troubles, téléfilm de Luc Béraud
- 2003 : Penn sardines, téléfilm de Marc Rivière
- 2003 : Fabien Cosma – épisode : Jamais trop tard  (TV série)
- 2003 : Femmes de loi – épisode : L’œil de Caïn (TV série)
- 2000 : Piège en haute sphère, téléfilm d'Aruna Villiers (épisode de la série Vertiges)
- 1997 : L'homme idéal, long-métrage de Xavier Gélin
- 1996 : Le Crabe sur la banquette arrière de Jean-Pierre Vergne

## Récompenses
2003 : prix spécial du jury du Festival de la fiction de St Tropez pour l'image du téléfilm Penn Sardines.